# Форстон (Міннесота)
Форстон (англ. Foreston) — місто (англ. city) в США, в окрузі Мілль-Лак штату Міннесота. Населення — 559 осіб (2020).

## Географія
Форстон розташований за координатами 45°43′37″ пн. ш. 93°42′32″ зх. д. / 45.72694° пн. ш. 93.70889° зх. д. (45.727070, -93.708938).  За даними Бюро перепису населення США в 2010 році місто мало площу 3,71 км², з яких 3,69 км² — суходіл та 0,02 км² — водойми.

## Демографія
Згідно з переписом 2010 року, у місті мешкали 533 особи в 202 домогосподарствах у складі 135 родин. Густота населення становила 144 особи/км².  Було 213 помешкання (57/км²).
Расовий склад населення:
| - 96,2 % — білих - 1,1 % — корінних американців - 0,8 % — азіатів |

До двох чи більше рас належало 1,7 %. Частка іспаномовних становила 1,7 % від усіх жителів.
За віковим діапазоном населення розподілялося таким чином: 28,1 % — особи молодші 18 років, 63,8 % — особи у віці 18—64 років, 8,1 % — особи у віці 65 років та старші. Медіана віку мешканця становила 31,3 року. На 100 осіб жіночої статі у місті припадало 108,2 чоловіків;  на 100 жінок у віці від 18 років та старших — 109,3 чоловіків також старших 18 років.
Середній дохід на одне домашнє господарство  становив 74 993 долари США (медіана — 64 896), а середній дохід на одну сім'ю — 76 422 долари (медіана — 62 000). За межею бідності перебувало 6,1 % осіб, у тому числі 2,6 % дітей у віці до 18 років та 17,1 % осіб у віці 65 років та старших.
Цивільне працевлаштоване населення становило 339 осіб. Основні галузі зайнятості: виробництво — 20,6 %, освіта, охорона здоров'я та соціальна допомога — 18,9 %, будівництво — 14,7 %.